# Musée de Castelvecchio

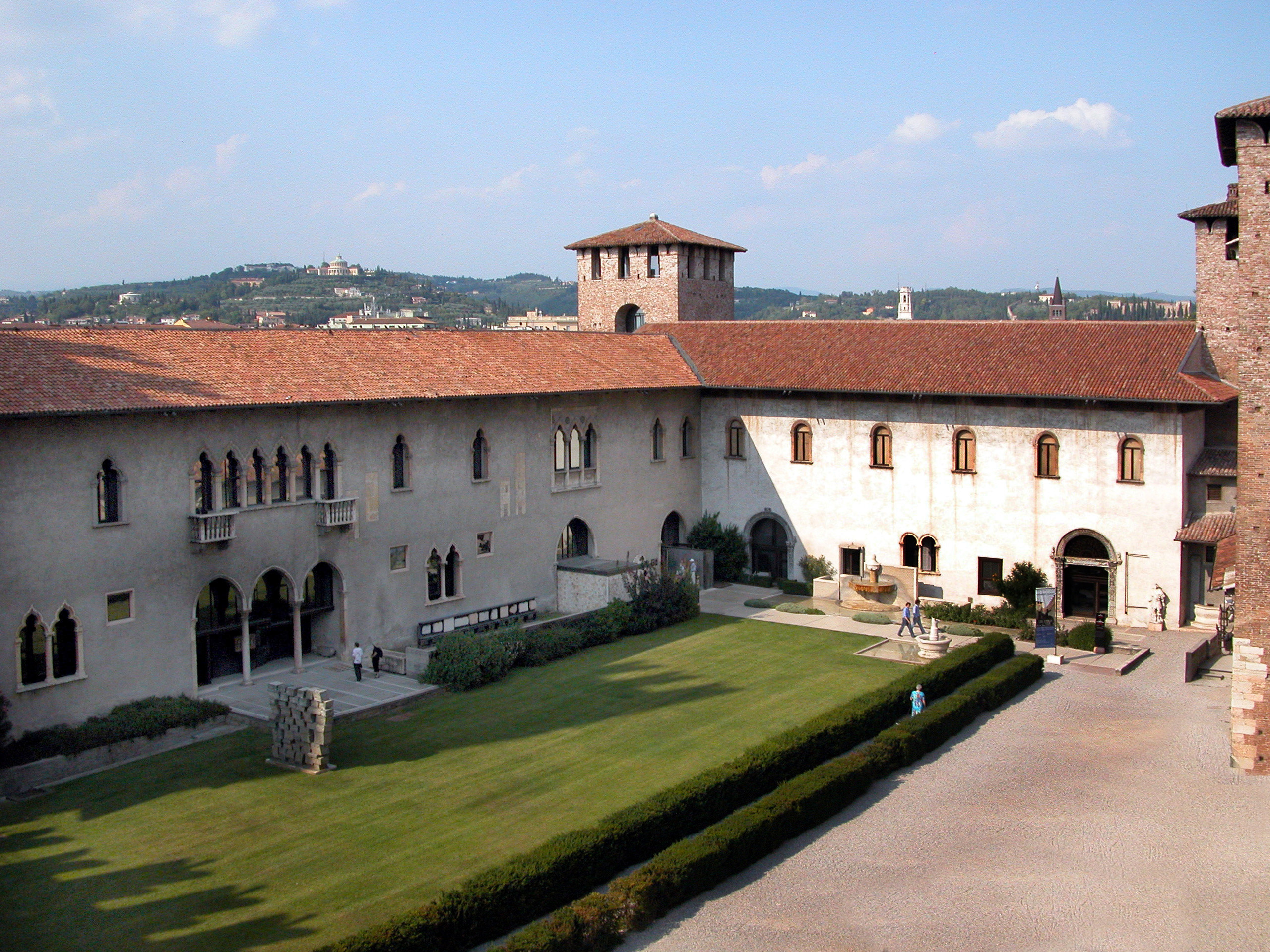
Cour intérieure du château. À gauche l'aile de la galerie, à droite l'aile administrative

Le musée de Castelvecchio (en italien : Museo Civico di Castelvecchio) est un musée de Vérone, dans le nord de l'Italie, situé dans l'éponyme château médiéval, qui abrite depuis 1924 les collections d'art de la ville de Vérone.

## Historique
Devenu propriété de l'État italien, le château est utilisé comme caserne militaire, jusqu'en 1924, quand grâce à Antonio Avena, directeur des musées civiques et Ferdinand Forlati, architecte de la surintendance, une restauration a été faite dans le style médiéval et Il devint le siège des collections d'art civique, avec des œuvres allant du début du Moyen Âge au XVIIIe siècle. Avec la restauration, les tours ont été soulevées, les chemins de ronde restaurés et l'intérieur est décoré dans le style médiéval et de la Renaissance.
Entre 1959 et 1973, le musée dirigé alors par Licisco Magagnato, a bénéficié d'une restauration par l'architecte Carlo Scarpa, qui a amélioré l'apparence du bâtiment et de ses expositions. Le style architectural typique de Scarpa est visible dans les détails des portes, escaliers, meubles et luminaires conçus afin de conserver le caractère spécifique de l'œuvre.

Le musée de Castelvecchio photographié par Paolo Monti
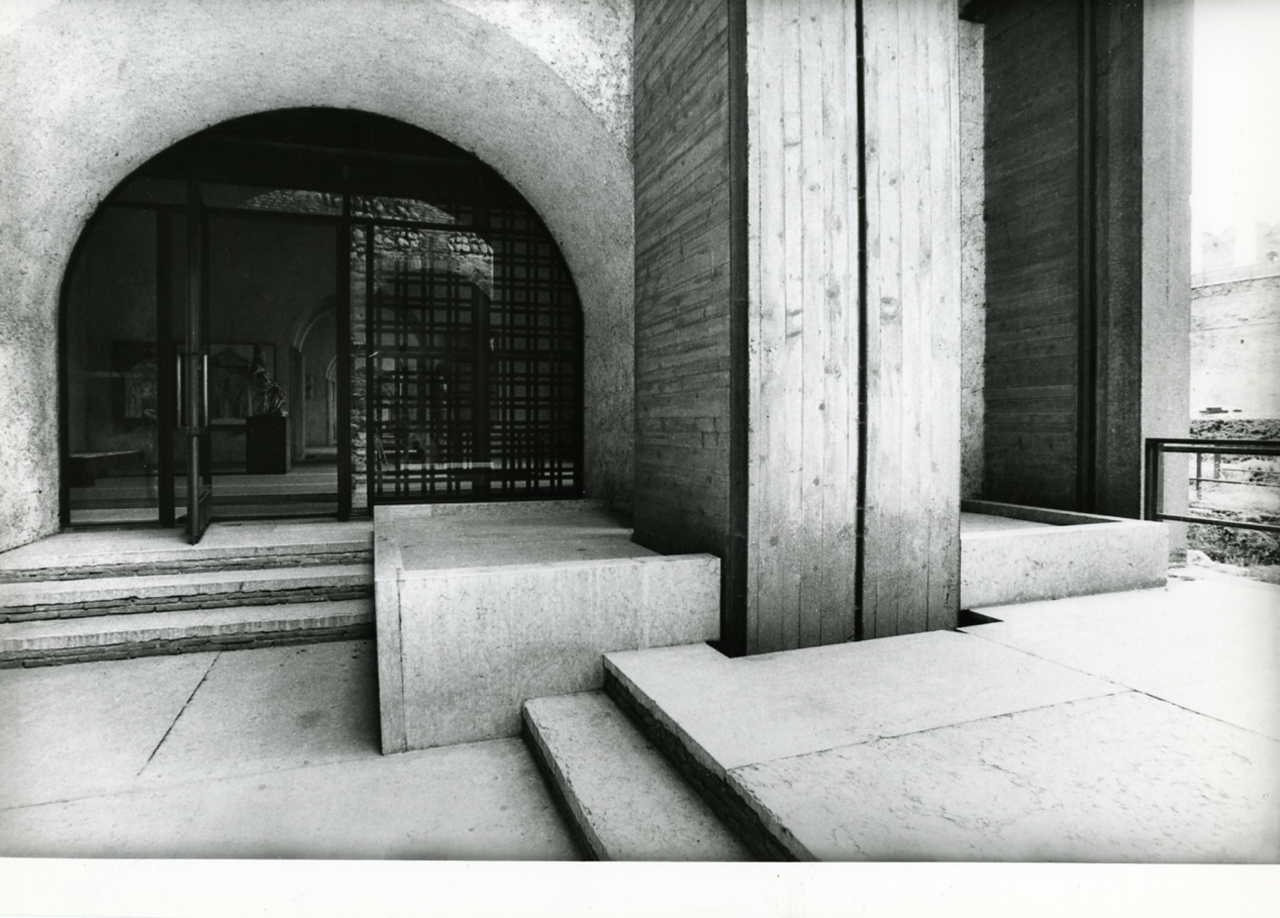
1982
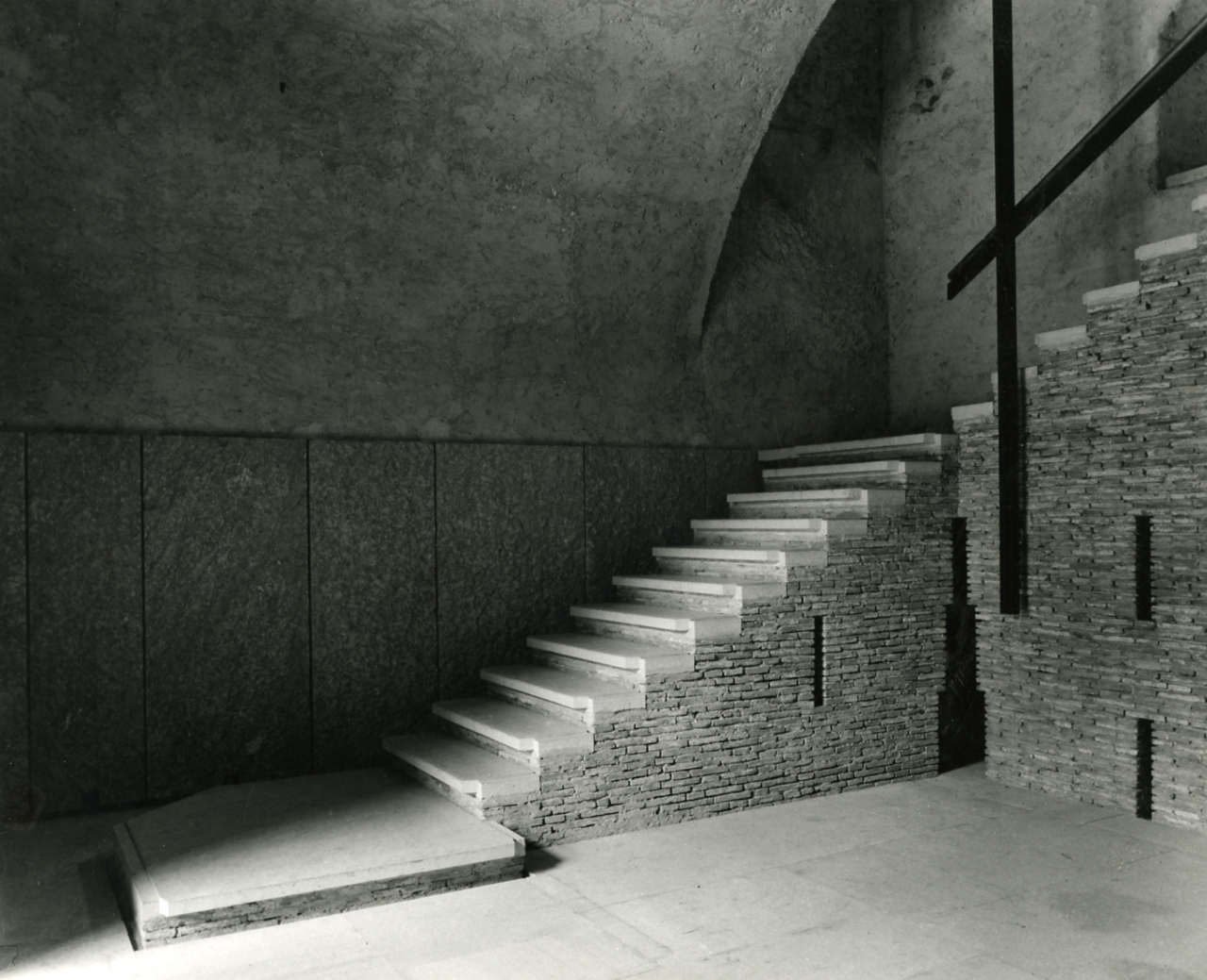
1961
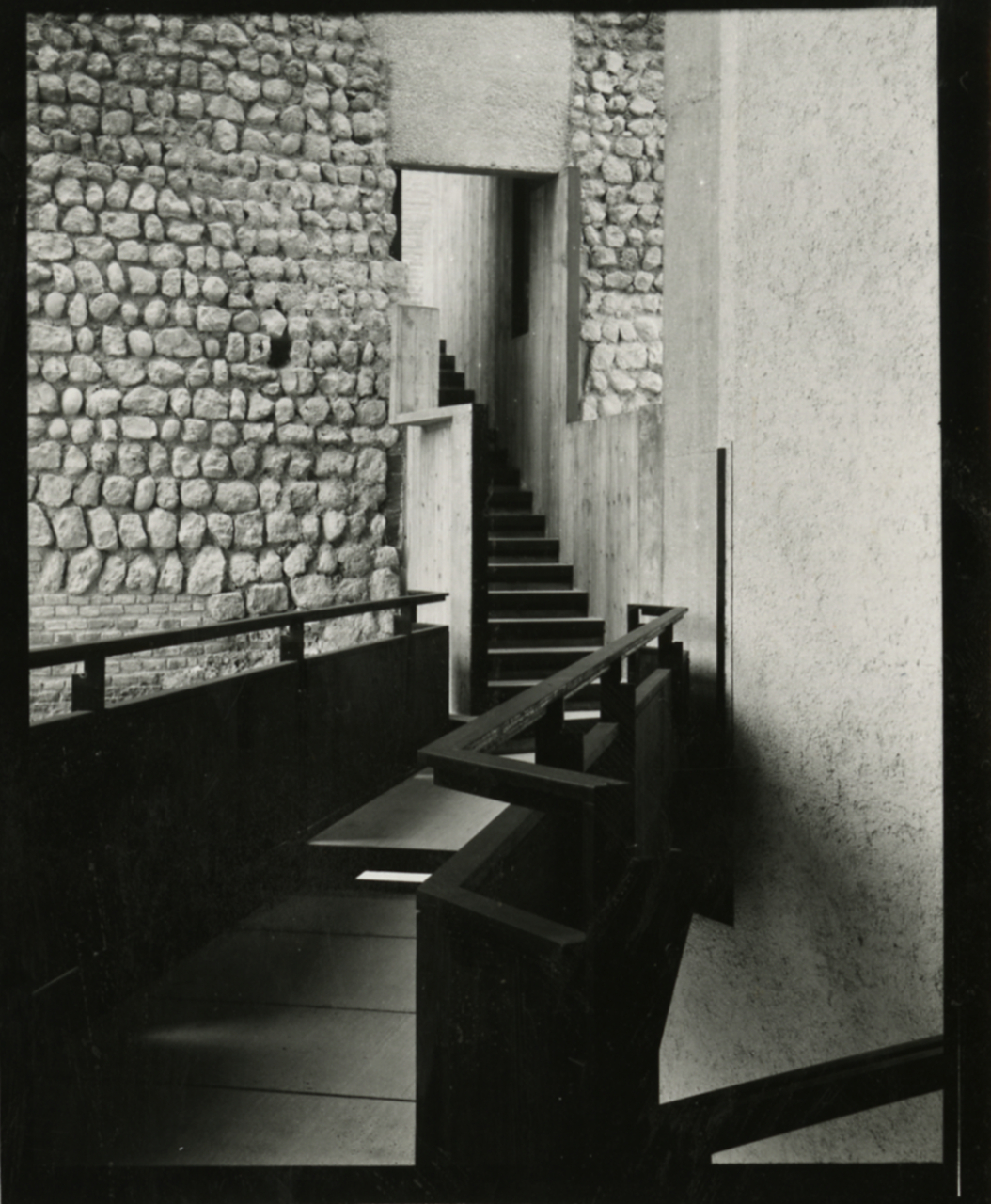
1961
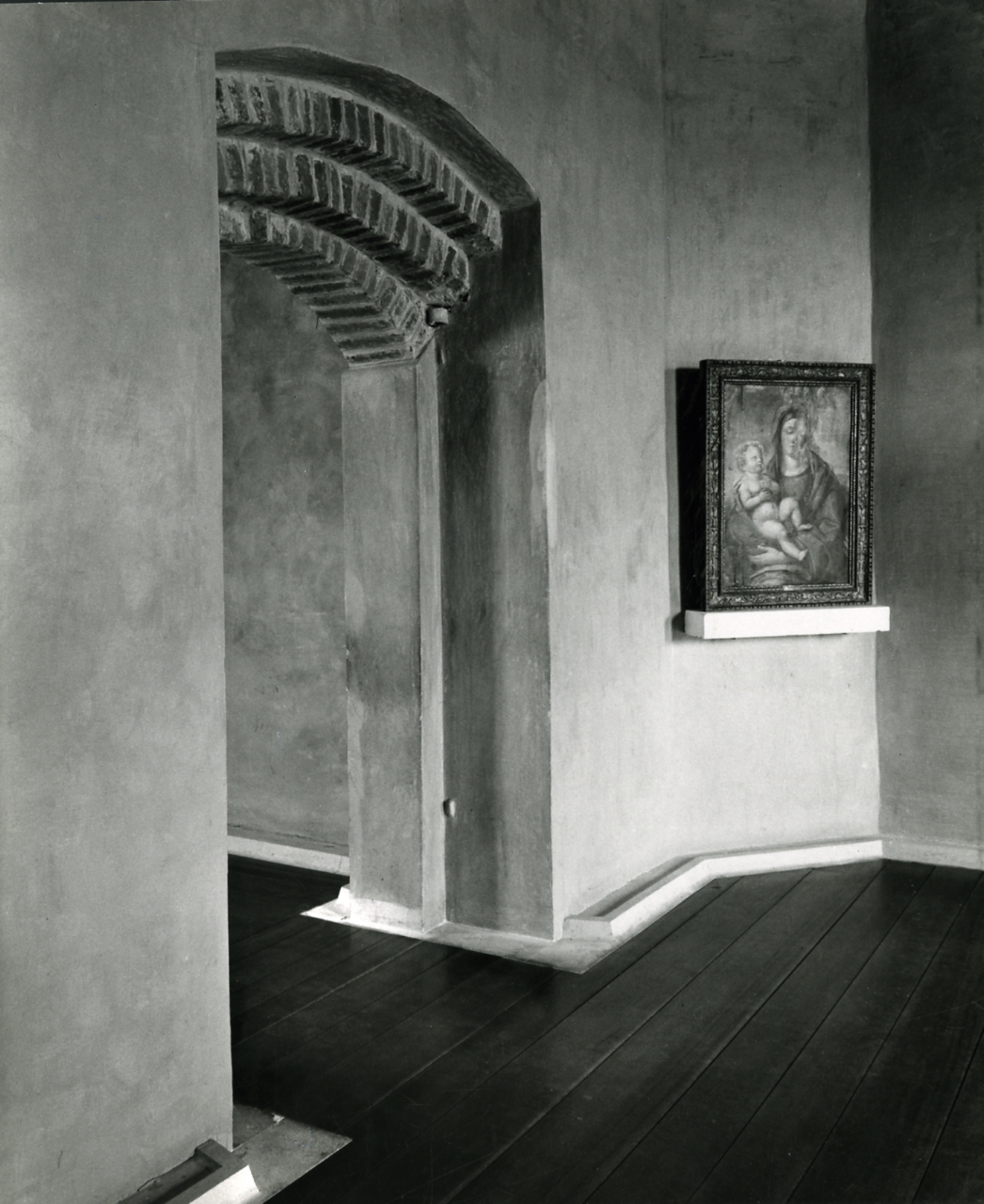
1961

Le 19 novembre 2015, le musée est victime d'un vol majeur, 17 chefs-d'œuvre du musée sont dérobés dont 6 Tintoret, La Madone à la Caille de Pisanello, Saint Jérôme pénitent de Bellini, le Portrait de Jeune Homme avec dessins d'enfant de Caroto, la Sainte Famille de Mantegna, la Vierge à l'enfant de Pisanello, un Rubens, deux Hans de Jode (it).

## Expositions
Le musée expose une collection de sculptures, statues, peintures, armes anciennes, céramiques, miniatures ainsi que quelques vieilles cloches.

### Sculpture

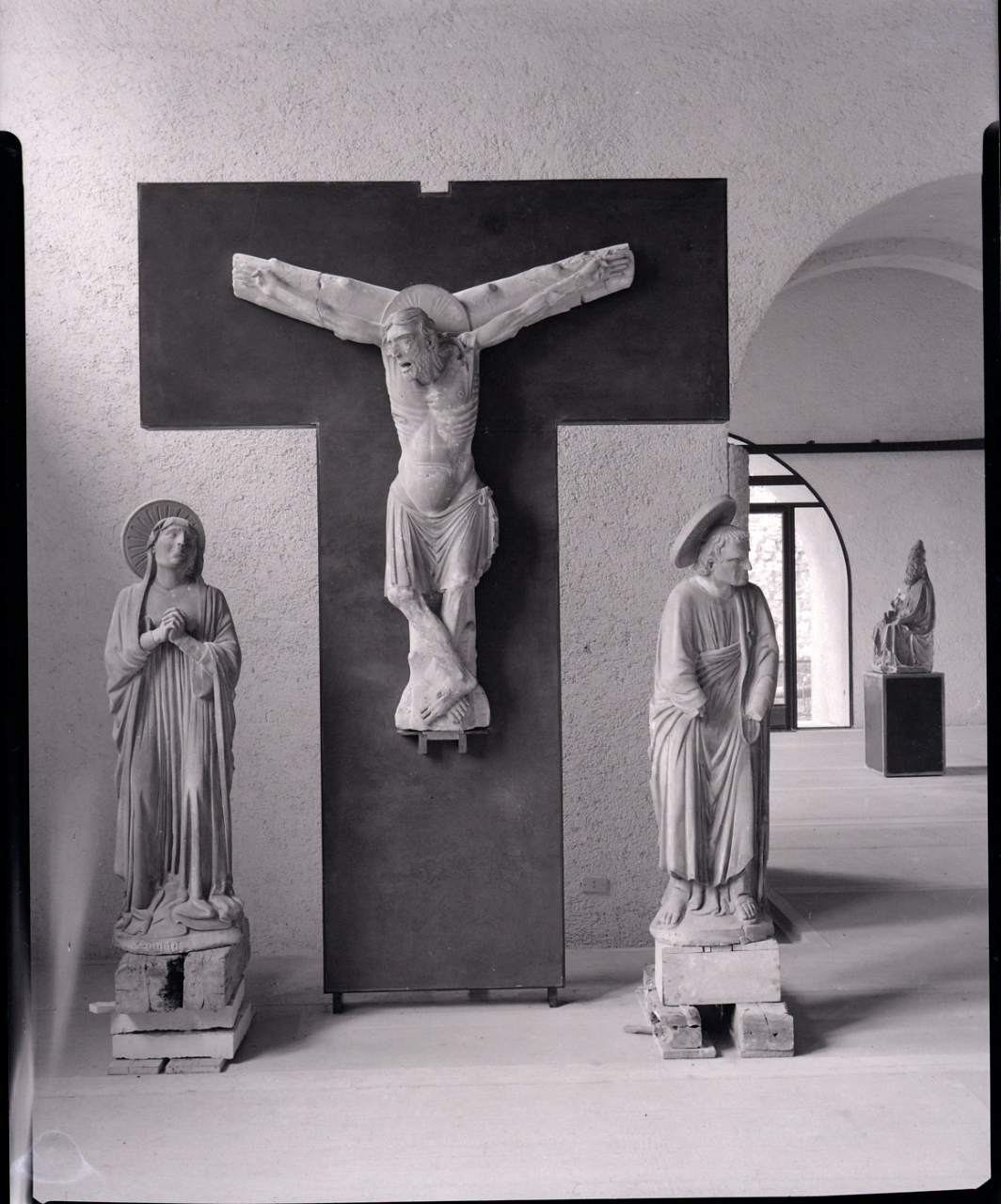
Crucifix et dolents, ou L'urlo di pietra, arrangement de Carlo Scarpa. Photo de Paolo Monti, 1961 (Fondo Paolo Monti, BEIC).

Les sculptures sont principalement de la période romane de Vérone :
- Tombeau de saint Serge et Bacchus, bas-relief de 1179.
- Crucifix, une œuvre en tuf du XIVe siècle du Maître de sainte Anastasia provenant de l'église de San Giacomo in Tomba.
- Saintes Cécile et Catherine, du Maître de l'Église Sant'Anastasia (Vérone).
- Statue équestre de Cangrande I della Scala, venant du complexe des Arche scaligere.
- Statue équestre de Mastino II della Scala

### Peinture
- Madonna della Quaglia, Pisanello,

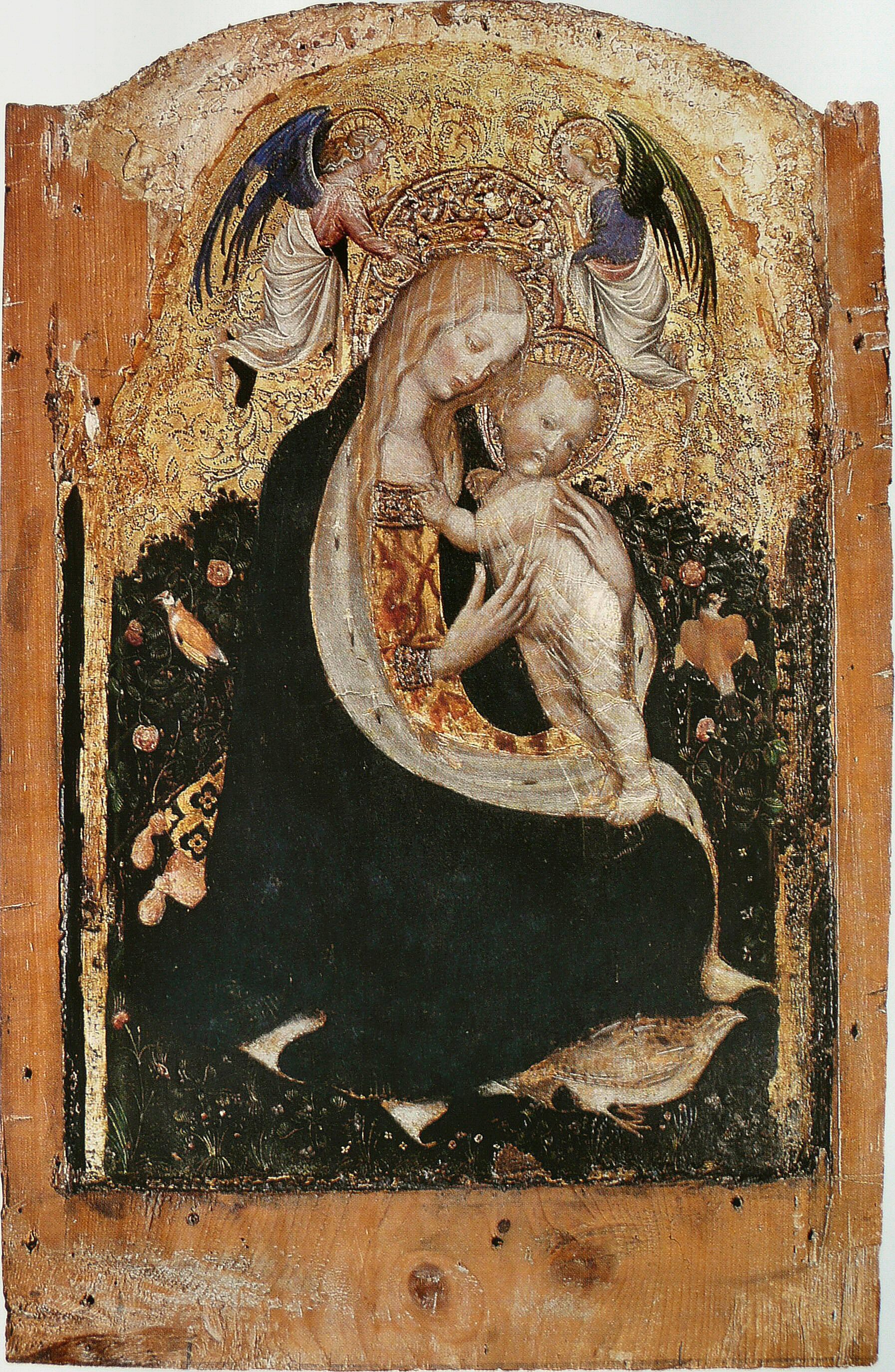
Madonna della Quaglia de Pisanello.

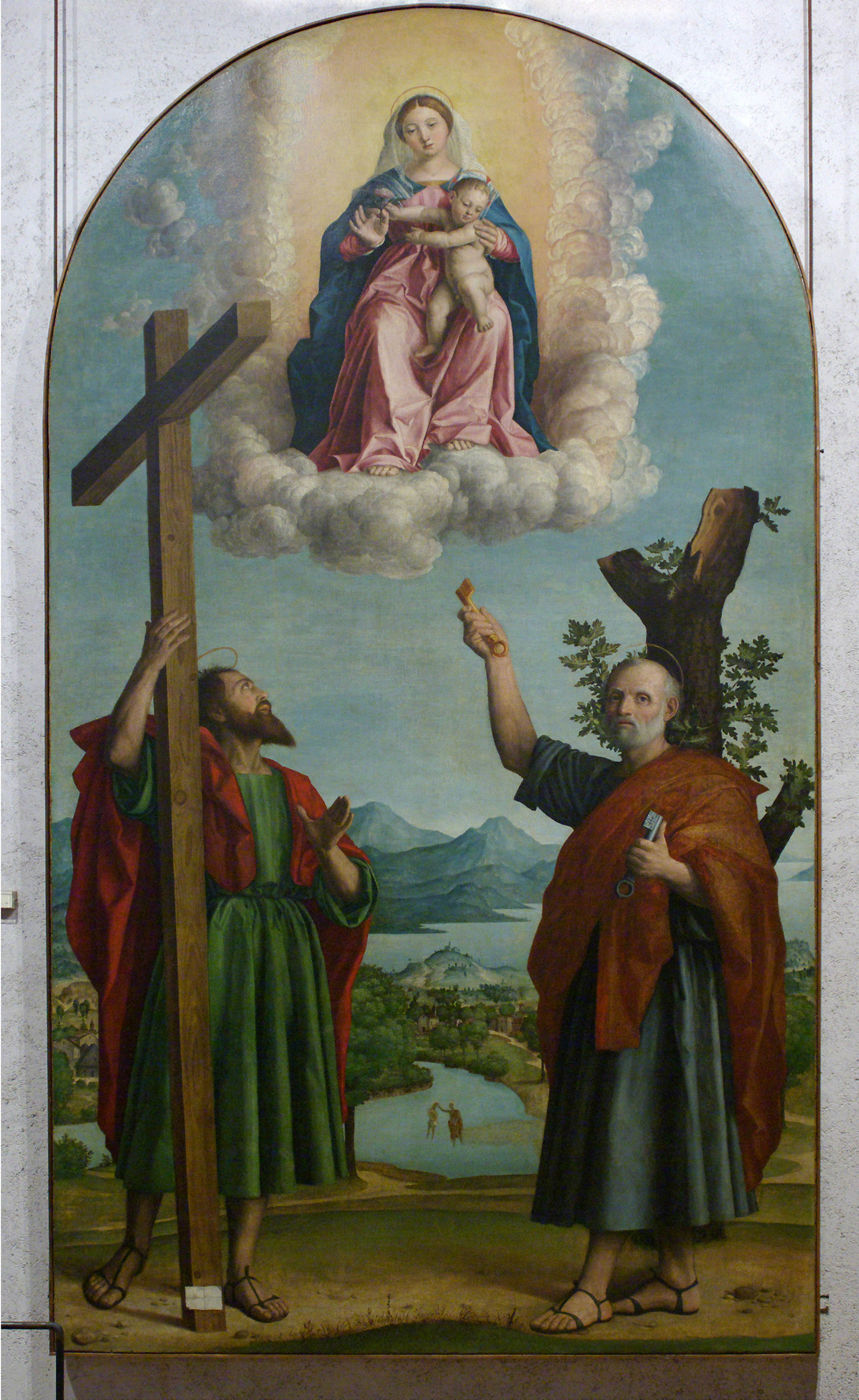
Madone du chêne de Girolamo dai Libri.

- Madonna del Roseto, Stefano da Verona ou Michelino da Besozzo,
- Crucifixion et Madonna dell'Umiltà, Jacopo Bellini,
- Vierge à l'Enfant, Gentile Bellini,
- Sainte Famille, Andrea Mantegna,
- Madone du chêne, Girolamo dai Libri.

Ainsi que des fresques et de nombreux tableaux du XIVe siècle.